# 古墳時代
古墳時代（こふんじだい）とは、日本列島の歴史における弥生時代に続く時期区分であり、前方後円墳に代表される古墳が盛んに造られた時代を指す。倭国が統一していった時代とされる。

## 概要
大王を首長とするヤマト王権が地域の豪族を束ねていった時代と考えられている。
前方後円墳の出現を特徴とし、防衛のための環濠集落を特徴とする弥生時代とは一線を画す時代である。この時代の文化を古墳文化と呼ぶ。
対外関係では、4世紀以降、朝鮮半島に進出し、新羅や百済を臣従させ、高句麗と激しく戦ったとも解釈される好太王の広開土王碑文などから知られる（高句麗と倭の戦争、倭・倭人関連の朝鮮文献）。5世紀には倭の五王が中国に使者を遣わした。倭が朝鮮半島で得た鉄資源は、甲冑、武器、農具、工具などに用いられた。大陸からは文字（漢字）と仏教・儒教がもたらされた。また、『隋書』によると、新羅や百済は、倭国は珍物が多い大国であるとし、倭へ使いを通わしているとの記述が存在する。
5世紀後半には朝鮮半島南部にも前方後円墳形墳墓が見られるようになるが、倭人が造ったか、日本列島からの影響を受けて造られたものと考えられている。
古墳時代（大和時代）の150年間を通じて北海道、東北北部、南西諸島を除いた日本列島全体に約5200基の前方後円墳が造られている。

### 生活・文化
この時代の人々は、食器・調理具・貯蔵具などの器として、土師器と須恵器を用いた。土師器は縄文土器・弥生土器以来の伝統的な「野焼き」焼成によって生産されたが、前期末（4世紀後半）～中期前半（5世紀前半）ごろに朝鮮半島から渡来人により陶質土器と窖窯（あながま）の技術がもたらされ、大阪府南部の陶邑窯跡群を始めとして須恵器の生産が始まった（窯業の開始）。
集落（ムラ）における人々の住居や工房・倉庫・家畜小屋などの建築として、竪穴建物（竪穴住居）のほか、平地建物・高床建物（掘立柱建物や壁建ち建物などを含む）などが建てられていた。
群馬県渋川市の黒井峯遺跡の事例などから、ムラには竪穴建物1棟～数棟が集まった世帯的な単位があり、それらが垣根で区画されてムラの中に点在し、道路で結ばれていた事が解っている。黒井峯のムラでは、ほかに祭祀の場や作業スペースと見られる広場、畑なども検出されている。
なお、黒井峯遺跡のムラは、6世紀前半の榛名山噴火により一瞬で厚い火山灰に埋もれたため、当時の生活面（遺構面）が後代の削平を受けずに良好に遺存していた事で知られるが、そこで検出された建物の遺構は、竪穴建物5棟・高床建物8棟に対し、平地建物が36棟と圧倒的に多いことが判明している。このため文化庁は、竪穴建物が主体と見なされてきた古代のムラには、本来は多様な構造の建物が存在しており、当時の集落の建物構成や景観を復元・検討する際に考慮すべき点であると指摘している。
古墳時代の生活様式の変化として特筆されるものに、中期（5世紀）における竈（カマド）の導入があげられる。日本列島では、煮炊きを行う調理施設として旧石器時代以来、炉が使われ、古墳時代前期（4世紀）段階でも竪穴建物内にて地床炉が使われていたが、4世紀末から5世紀初頭ごろ、先に述べた須恵器の窖窯技術などと共に、カマドも渡来人によってもたらされた。カマドには、土師質で持ち運び可能な「竈形土器」とも呼ばれる「移動式カマド」のほか、竪穴建物内の北側や東側の壁面に粘土等で構築する「造り付けカマド」が存在する。古墳時代中期（5世紀）における竪穴建物への「造り付けカマド」の導入は、それまでの炉を用いた調理より熱効率がよく、当時の調理様式に「台所革命」とも評される劇的な変化を与えたとされ、日本列島の広範囲に爆発的に普及した。5世紀半ば段階では、早々にカマド付き竪穴建物を取り入れた上で成立した矢崎山遺跡（神奈川県横浜市都筑区）などの例もあるものの、集落遺跡におけるカマド普及率はなお全国で10%、関東地方で4%程度だったが、後期（6世紀）段階には全国で72.4%、関東地方で90%超の普及率となった。他の調理用具にも変化をあたえ、前期まで丸胴だった土師器甕はカマドに据えやすくするために長胴化し、蒸し器の甑が普及し、それまで高坏が主流だった盛付け用食器も丸底の坏（手持ち食器）が主流となっていった。
またこの時代、カマドを信仰の対象として捉え、かまど神を祀る文化も同時に普及し、カマド構築材に祭祀遺物（石製模造品）を封じ込める例（神奈川県横浜市矢崎山遺跡）や、古いカマドを解体する際に底を打ち欠いた土師器を2枚伏せて「カマド鎮め」をしたと見られる例（千葉県香取市小六谷台遺跡）などが各地で見つかっている。古墳時代最終末～飛鳥時代の事例ではあるが、7世紀の官衙跡である幡羅官衙遺跡群（埼玉県深谷市・熊谷市）の竪穴建物からは、カマドの支脚と見られる棒状土製品に人面が彫刻されたものが見つかり、カマド神ではないかとされている。
金属器は、弥生時代から青銅器の製造や鉄器の鍛冶はなされていたものの、鉱石や鉱物からの金属精錬は行われておらず、金・銀・銅（青銅）・鉄の金属素材全てが輸入品であった。中古青銅器や銅銭再利用の中国華北産インゴット（鋳塊）や朝鮮半島南部（伽耶）産鉄鋌（鉄板）、高句麗・新羅経由の黄金などが朝鮮半島からもたらされていた。砂鉄からの製鉄は古墳時代後期に国内採掘・精錬が始まったとみられるが、金・銀・銅に至っては飛鳥時代から奈良時代の時期（7世紀末-8世紀半ば）である

。
馬の導入と生産の開始も、古墳時代の人々に影響を与えた渡来系文化の1つである。3世紀半ばの日本列島を描写した『魏志倭人伝』には「倭に牛・馬はいない」とされていたが、馬具の出土事例などから、古墳時代前期末～中期（4世紀末～5世紀）段階には列島にも馬が導入されたとみられ、軍事・農耕・荷役などに用いられ、各地に馬を育成するための牧が配置された。
水稲耕作は、弥生時代以来の「小区画水田」が作られ続けているが、この時代の小区画水田は、静岡県静岡市の曲金北遺跡や、群馬県高崎市の御布呂遺跡・芦田貝戸遺跡などのように、小区画が数百～数千の単位で集合して数万平方メートルの水田面を形成する例が全国的に見られるようになる。
また、東西・南北を軸線にして長方形の大型水田が、一部の地域に出現するようになる。例えば、5世紀末から6世紀初めの岡山県岡山市の中溝遺跡例などがあり、水田の一筆の広さが150～200平方メートルを測る。新たな水田造成技術の導入もみられ、新田開発が行われたと推定されている。屯倉の設定にはこうした新水田造成技術を導入して行われたとする見解がある。
近年、考古学の立場からも古墳時代に日本列島内で大きな戦争は確認できないという結果が報告されている。

### 古墳および被葬者
前方後円墳はヤマト王権が倭の統一政権として確立してゆく中で、各地の豪族に許可した形式であると考えられている。3世紀半ば過ぎには、出現期古墳が現れると見る説が通説とされるが、年輪年代測定や放射性炭素年代測定は実際には確立した技術と呼べる段階に至っておらず、その精度や測定方法の欠点・問題点などが多くの研究者からも指摘されているため、現在でも古墳時代の3世紀開始説に対する根強い反対も存在する。3世紀後半または4世紀前半には奈良盆地に王墓と見られる前代より格段に規模を増した前方後円墳が現れ、4世紀中頃から末までの半世紀の間に奈良盆地の北部佐紀（ソフ（層富）とも）の地に4基の大王墓クラスの前方後円墳が築かれ、4世紀の後葉に大阪平野に巨大古墳が約1世紀の間築造され、この世紀の終わり頃には畿内の一部に先進的な群集墳が現れる。続く5世紀の半ばには、各地に巨大古墳が築造されるようになる。それが、6世紀の終わりには日本各地で、ほぼ時を同じくして前方後円墳が築造されなくなった。これは、ヤマト王権の確立後、中央・地方の統治組織が出来上がり、より強力な政権へ成長したことの現れだと解されている。この後しばらくの間、方墳や円墳が造り続けられる。大王の墓は特別に八角墳として築造された。
古墳時代になると、王族や貴族の大型古墳、地方豪族の古墳、横穴墓などの集合墓、あるいは円筒埴輪棺など死者を埋葬する墓における階層化が著しくなり、それに伴い被葬者の間で身体特徴の違いが見られるようになる。一番わかりやすい身長で比較すると、大型古墳の被葬者は一般に高身長でときに170センチ近くにも及ぶ被葬者がいた。各地豪族墓の男性被葬者の平均は160センチぐらいであり、横穴墓に埋葬された者はそれを下回り、158センチほどである。古墳時代の人骨の一番の特徴は縄文人や弥生人の骨格で見られた骨太さ・頑丈さが目立たなくなったことである。この傾向は、大型古墳の被葬者などで非常に顕著であり、横穴墓や円筒埴輪棺などの常民墓の埋葬者ではさほどでもなく、縄文人、弥生人と大型古墳の被葬者との中間である。顔立ちについては縄文人で一般的であった鉗子状咬合は全体の70％ほどで見られるが、大型古墳の被葬者では、のちの日本人で一般的な鋏状咬合が多くなる。また、下顎のエラの部分の前ほどにある凹み（角前切痕）が多くみられるようになる。さらに、顎の先が細く尖り気味の下顎骨を持つ者や第3臼歯が萌出しない者の割合が多くなる。これらの下顎骨の骨細化や退縮減少に伴う顔面骨の変化は、生活様式の変化、特に食物の硬さが減じたことに起因する。また階層により生活レベルの違いが大きくなり、階層性が目立つようになったと考えられる。

## 時代区分

### 古墳時代前期

#### 初期ヤマト王権（地域国家）
３世紀前半に奈良県の纏向遺跡に90メートル級の巨大な前方後円墳が五基造られ、3世紀中ごろにはさらに巨大な箸墓古墳が造営されたことを以て古墳時代（大和時代）の幕開けとされる。
3世紀前期に魏の歴史文献（魏志倭人伝）において倭国王（親魏倭王）卑弥呼が現れ、その本拠地邪馬台国が音の類似性により後のヤマト王権（大和国）の母体であるとする説があるが考古学的な検証が得られずはっきりしない（詳しくは「邪馬台国#論争」を参照）。3世紀後期には奈良盆地を中心に初期の前方後円墳（纒向古墳群）が現れるようになり、この地域における強力な政権の勃興を窺わせる。
少なくとも4世紀中頃までに、畿内から北九州までの広い領域が一つの政治体（ヤマト王権）の下で統合されるようになったと考えられている。
考古学の成果では、奈良盆地勢力が列島各地の豪族勢力（吉備政権、葛城政権など）と連合しヤマト王権へ次第に成長してゆき、この過程で北部九州の勢力は衰退したことを示唆している。ただし北部九州勢力が奈良盆地へ東遷の後、奈良盆地勢力を制圧してヤマト王権となったとする見解もある。
ヤマト王権の成立期には、従前のものより格段に大規模な墓（前方後円墳）が奈良盆地を中心に登場している。弥生末期には畿内、吉備、出雲、筑紫などの各地域ごとに特色ある墓制が展開していたが（→弥生時代の墓制を参照）、前方後円墳には、それら各地域の特色が融合された様子が見られるため、ヤマト王権は列島各地域の政治勢力が連合したことによって成立したとされる。
ヤマト王権は、ヤマト地方（畿内）を本拠として本州中部から九州北部までを支配したと考えられている。ヤマト王権は倭国を代表する政治勢力へと成長すると、支配拡大の過程では大小の勢力や部族との衝突があったと考えられる。『日本書紀』などにはそれを窺わせる記述（四道将軍及びヤマトタケル説話など）があるが、詳細な事跡は判然とせず不明なままである。

#### 空白の4世紀
西暦266年から413年にかけて晋（中国）の歴史文献における倭国の記述がなく詳細を把握できないため、この間は「空白の4世紀」とも呼ばれる（伊都国と交易のあった魏の帯方郡が八王の乱によって衰退した）。ただし、後述される通り、後世の編纂のため信用性に疑問点があるものの、朝鮮半島の史書には4世紀にあたる時期の倭国からの干渉が記述され、考古学的調査からも日本と朝鮮半島間の活発な交流が見受けられる。
四世紀の日本の様子を伝える同時代の資料は百済の王子が天皇に送ったとされる剣（七支刀）に記される七支刀銘文と、倭が百済と新羅を破ったと記す高句麗の好太王碑文の２点だけであると言われる。
「謎の四世紀」とも。

#### 古墳時代中期
ヤマト王権と豪族層が共に力をつけていった。豪族層の武力は国造軍と呼ばれ倭軍を担った。前方後円墳が全国に広がった。

#### 倭の五王の時代
五世紀には前方後円墳はもっとも巨大化し、築造地も大和から河内に移動し、世界最大級の墓ともされる仁徳天皇陵（大仙陵古墳）などが造営された。
また五世紀の中国の王朝である宋の正史『宋書』倭国伝には五人の倭国王（倭の五王）が朝貢したことの記録がある。
5世紀の初めの413年（東晋・義熙9年）に倭国が貢ぎ物を献じたことが『晋書』安帝紀に記されている。421年（宋・永初2年）に『宋書』倭国伝に「倭讃」の記事が見える。これ以後、倭王に関する記事が中国史書に散見されるようになり、讃以下、珍・済・興・武と続いている。これが「倭の五王」である。倭の五王は、『日本書紀』に見える天皇との比定が試みられた。必ずしも比定は定まっていないが、例えば倭王武は雄略天皇ではないかと見られている。武については、中国皇帝に上表した文書には、先祖代々から苦労して倭の国土を統一した事績が記されている。
埼玉県行田市稲荷山古墳から出土した稲荷山古墳出土鉄剣銘や熊本県玉名市江田船山古墳から出土した銀象嵌銘大刀銘からその治世の一端が分かる。「杖刀人（じょうとうじん）」「典曹人（てんそうじん）」とあることから、まだ「部（べ）」の制度が5世紀末には成立していなかった。島根県松江市岡田山古墳から出土の鉄刀銘「額田部臣（ぬかたべのおみ）」からは、6世紀の中頃には部民制の施行を知ることが出来る。また、大臣・大連の制度ができ、大臣には平群氏、大連には大伴氏・物部氏が選ばれた。氏と姓の制度がある程度成立していたとされている。
稲荷山古墳出土鉄剣銘や江田船山古墳出土鉄刀銘に記される「ワカタケル大王」は倭の五王の武に比定される雄略天皇のことであるとされる。
日本国家の成立を考察すればヤマト王権が拡大し王権が強化統一されていった時代と考えられる。その後、飛鳥時代に入り大化の改新により「日本」という国号と共に元号の使用が始まった。

#### 対外戦争
4世紀後半から5世紀にかけて、倭軍が朝鮮半島の百済・新羅や高句麗と戦ったことが「高句麗広開土王碑（こうかいどおうひ）」文にみえる（倭・高句麗戦争）。またその直後から馬の導入を始め、全国で軍馬の飼育に力を入れた。
6世紀には、筑紫の国造磐井が新羅と通じ、周辺諸国を動員して倭軍の侵攻を阻もうとしたと『日本書紀』に記述があり、これを磐井の乱（527年）として扱われている。

### 古墳時代後期

#### 古代国家の成立
安閑（531年 - 535年）・宣化（535年 - 539年）・欽明（539年 - 571年）の各王朝を通じて、地域国家から脱して初期国家を形成していった。王権のもとには、ウジを持つ物部氏・大伴氏・蘇我氏などがいて、臣・連・国造・郡司などの職掌があった。地方では、吉備氏系氏族がウジ・臣を作るなど、各地の豪族が部などを作り、勢力を張っていた。
宣化朝に蘇我氏が大臣になり勢いを増すと、崇峻朝（587年 - 592年）では蘇我氏が大臣一人で政権の中枢を握った。崇峻天皇は592年、蘇我馬子の手筈により暗殺される。稲目・馬子・蝦夷・入鹿と蘇我氏が政治上重要な地位を占めた時代が645年（皇極天皇4年）の乙巳の変までの約半世紀間続いた。
欽明朝では、戸籍が造られ、国造・郡司の前身的な国家機構が整備された。また、この欽明朝では仏教の伝来が538年に百済からあった。『日本書紀』は、552年に伝わったと書いているが、他の史料から編者の改変である事が分かっている。仏教伝来については、仏教受け入れ派の蘇我氏と反対派の物部氏とが争い、蘇我氏の勝利に終わる。

## 国際関係

### 朝鮮との関係
古墳時代には朝鮮半島の人々と交流したと記録されている。
4世紀以降、朝鮮半島で鉄資源の供給地としてのいわゆる任那地域などに進出したことが、広開土王碑文（西暦414年に建てたとされる）などからも知られる。
また『三国史記』（西暦1143年執筆開始、1145年完成）は、3世紀以前の記述は信用性に疑問があるものの、「空白の4世紀」について朝鮮半島との関係が書かれた数少ない史料である。
4世紀末頃まで隆盛だった朝鮮半島南部洛東江流域の日本列島勢力が高句麗勢力の南下の影響を受けて後退し始め、代わりに5世紀以降朝鮮半島南西部栄山江流域の日本列島勢力が隆盛となり（韓国『金海市』公式サイト「伽耶史の概観」）、近年は栄山江流域周辺で前方後円墳が多数発見されている。（姜仁求1983）
『日本書紀』には第29代欽明天皇から任那が新羅に滅ぼされる562年まで大和朝廷が任那に「日本府」を置いていたとの記述がある。戦後は懐疑的な見解がとられていたが、平成9（1991）年に朝鮮半島南西部の栄山江流域に前方後円墳が発見され、これまでに14基が確認されている。

### 中国との関係
この時代において、中国の華北には五胡十六国（316年 - 439年）が興亡したのち、北魏・東魏・西魏・北斉・北周と続く北朝の時代となるが、これらの諸国家と倭国との外交や交易などについての史料は知られていない。
南朝との関係では、倭の五王と冊封関係にあったことが知られている。

## 時期区分（古墳）
古墳時代の時期区分は、古墳の成り立ちとその衰滅をいかに捉えるかによって、僅かな差異が生じる。例えば、前方後円墳が造営され始めた年代に関しても、議論が大きく揺れ動いてきた。現在のところ一般的に、古墳時代は3世紀半ば過ぎから7世紀末頃までの約400年間を指すことが多い。中でも3世紀半ば過ぎから6世紀末までは、前方後円墳が北は東北地方南部から南は九州地方の南部まで造り続けられた時代であり、前方後円墳の時代と呼ばれることもある。
前方後円墳が造られなくなった7世紀に入っても、方墳・円墳、八角墳などが造り続けられるが、この時期を古墳時代終末期と呼ぶこともある。
考古学者の中には3世紀半ば過ぎに、前方後円墳が出現したと考える説がある。3世紀後半から、4世紀初め頃が古墳時代前期、4世紀末から古墳時代中期、6世紀初めから7世紀の半ば頃までを古墳時代後期としている。しかし、文献史学者や一部の考古学者の中には3世紀末以前の古墳時代開始に疑問を持ち、実際には4世紀初頭から前半に始まるとも見られている。実際の古墳の築造は、畿内・西日本では7世紀前半頃、関東では8世紀の初め頃、東北地方では8世紀の末頃でほぼ終わる。時代名称はこの時期、古墳の築造が盛んに行われたことに由来する。

### 古墳時代出現期
3世紀半ば過ぎには、出現期古墳が現れる。前方部が撥形に開いているもので、濠が認められていないものがある。中には、自然の山を利用しているものもあり、最古級の古墳に多いと言われている。埴輪が確認されていないのが特徴である。葺石なども造り方が定まっていないようにも思われる。また、魏志倭人伝を根拠に、248年頃に死亡したとされる卑弥呼の墓が円墳だったとする説があるが、墓そのものが特定されていない。
- この時期の主な古墳
  - 福岡県京都郡苅田町、石塚山古墳（邪馬台国九州説の一説[32]では、女王卑弥呼の墓と目され、最古級の前方後円墳[33]。造営当初は130メートル以上か[34]。築造時に墳丘に複合口縁壺が樹立されていたと推定されている[35]。）
  - 大分県宇佐市、川部・高森古墳群の赤塚古墳（57.5メートル、周囲には幅8.5 - 11メートルの空濠が巡る）
  - 奈良県桜井市太田字石塚、纒向石塚古墳（96メートル、後円部は不整形円形で、前方部は三味線の撥状に開いている。葺石および埴輪は用いられていない）
  - 京都府木津川市山城町、椿井大塚山古墳（推定175メートル、自然の山を利用している）
  - 奈良県天理市柳本町、黒塚古墳（130メートル、撥形であることが分かる。また周濠を持っている）
  - 静岡県沼津市東熊堂、高尾山古墳（62メートル、前方部と後方部の長さがほぼ同じで、周濠を持つ。葺石および埴輪は用いられていない）

### 古墳時代前期

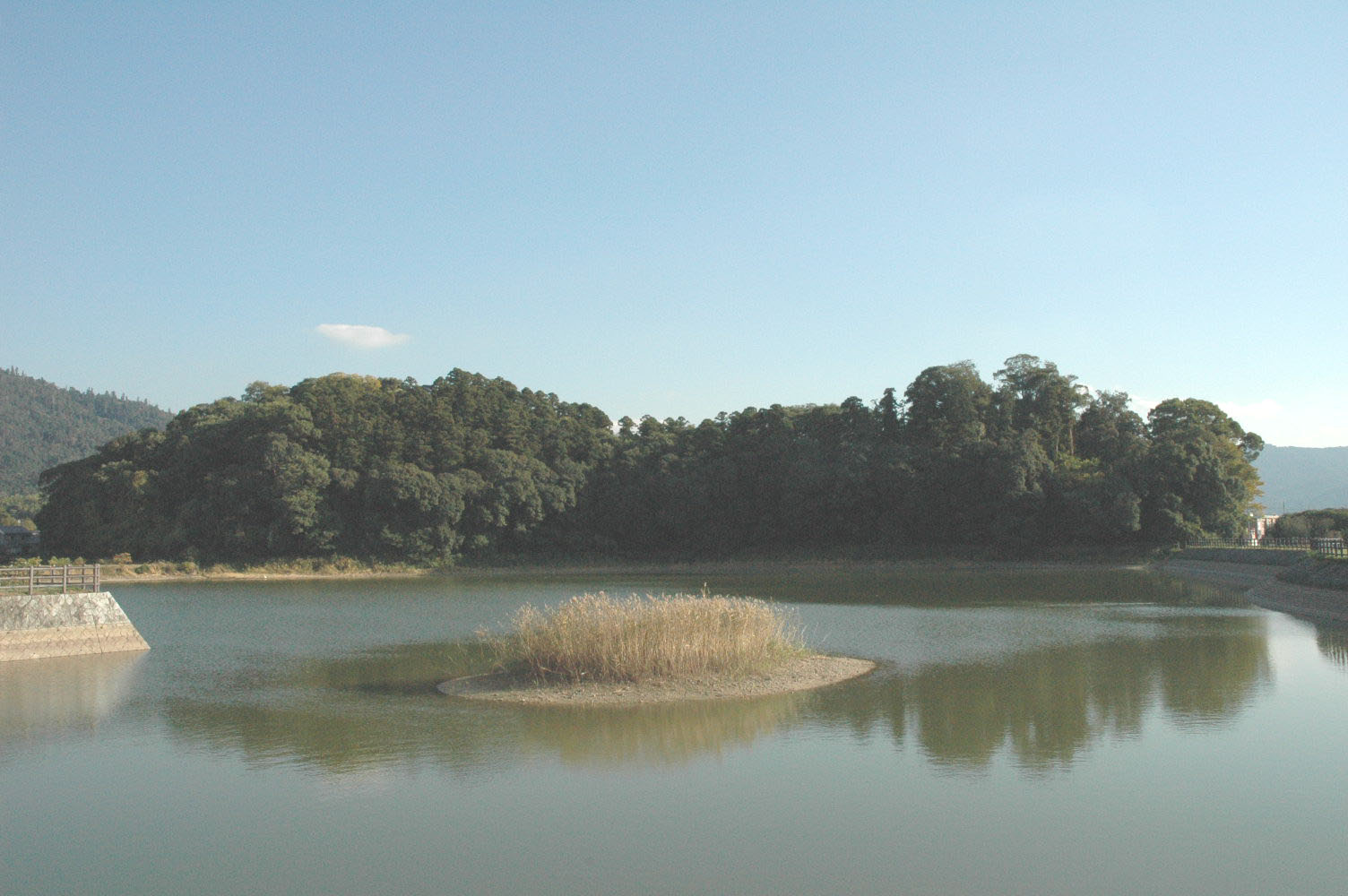
箸墓古墳

3世紀の後半には、西日本各地に特殊な壺形土器、器台形土器を伴った墳丘墓（首長墓）が現れる。その後、前方後円墳のさきがけと位置付けられる円墳、出雲文化圏特有の四隅突出型墳から変化した大型方墳が代表的であり、最古のものは島根県安来市の大成古墳と位置付けられ、前期には珍しい素環頭大刀が出土している。それから少し経ち、奈良盆地に大王陵クラスの大型前方後円墳の建設が集中した。埋葬施設は竪穴式石室で、副葬品は呪術的な鏡・玉・剣・石製品のほか鉄製農耕具が見られる。この頃、円筒埴輪が盛行。土師器が畿内で作られ、各地に普及すると、その後、器財埴輪・家形埴輪が現れた。また、福岡県の沖ノ島ではヤマト王権による国家祭祀が始まった時期とされる。
- この時期の主な王墓
  - 奈良県桜井市、箸墓古墳（邪馬台国の女王卑弥呼の墓と目され、最初の王墓。280メートルの前方後円墳、造営は3世紀後半説）
  - 奈良県天理市、大和古墳群の西殿塚古墳（219メートル）
  - 奈良県天理市、柳本古墳群の行燈山古墳（242メートル、伝崇神陵）
  - 奈良県天理市、柳本古墳群の渋谷向山古墳（伝景行陵、310メートル）
- この時期の王に準じる規模と内容の主な墳墓
  - 奈良県桜井市、桜井茶臼山古墳（280メートル）
  - 奈良県桜井市、メスリ山古墳（240メートル）
- 主な首長墓
  - 山梨県甲府市、甲斐銚子塚古墳（168メートル）
  - 岡山市、神宮寺山古墳（約150メートル）
  - 東広島市 三ツ城古墳

| 築造時期  | 地域 | 古墳 | 古墳                              | 所在地 | 所在地         | 宮内庁治定被葬者                |
| --------- | ---- | ---- | --------------------------------- | ------ | -------------- | ------------------------------- |
| 3世紀半ば | 三輪 |      | 箸墓古墳                          | 奈良県 | 桜井市箸中     | 孝霊天皇皇女 倭迹迹日百襲媛命   |
| 3世紀後半 | 三輪 |      | 西殿塚古墳                        | 奈良県 | 天理市中山町   | 継体天皇皇后 手白香皇女         |
| 3世紀末   | 三輪 |      | 外山茶臼山古墳 （桜井茶臼山古墳） | 奈良県 | 桜井市外山     | （治定なし）                    |
| 4世紀初頭 | 三輪 |      | メスリ山古墳                      | 奈良県 | 桜井市高田     | （治定なし）                    |
| 4世紀前半 | 三輪 |      | 行燈山古墳                        | 奈良県 | 天理市柳本町   | 第10代 崇神天皇                 |
| 4世紀半ば | 三輪 |      | 渋谷向山古墳                      | 奈良県 | 天理市渋谷町   | 第12代 景行天皇                 |
| 4世紀後半 | 佐紀 |      | 宝来山古墳                        | 奈良県 | 奈良市尼ケ辻町 | 第11代垂仁天皇                  |
| 4世紀後半 | 佐紀 |      | 五社神古墳                        | 奈良県 | 奈良市山陵町   | 神功皇后 （第14代仲哀天皇皇后） |

### 古墳時代中期

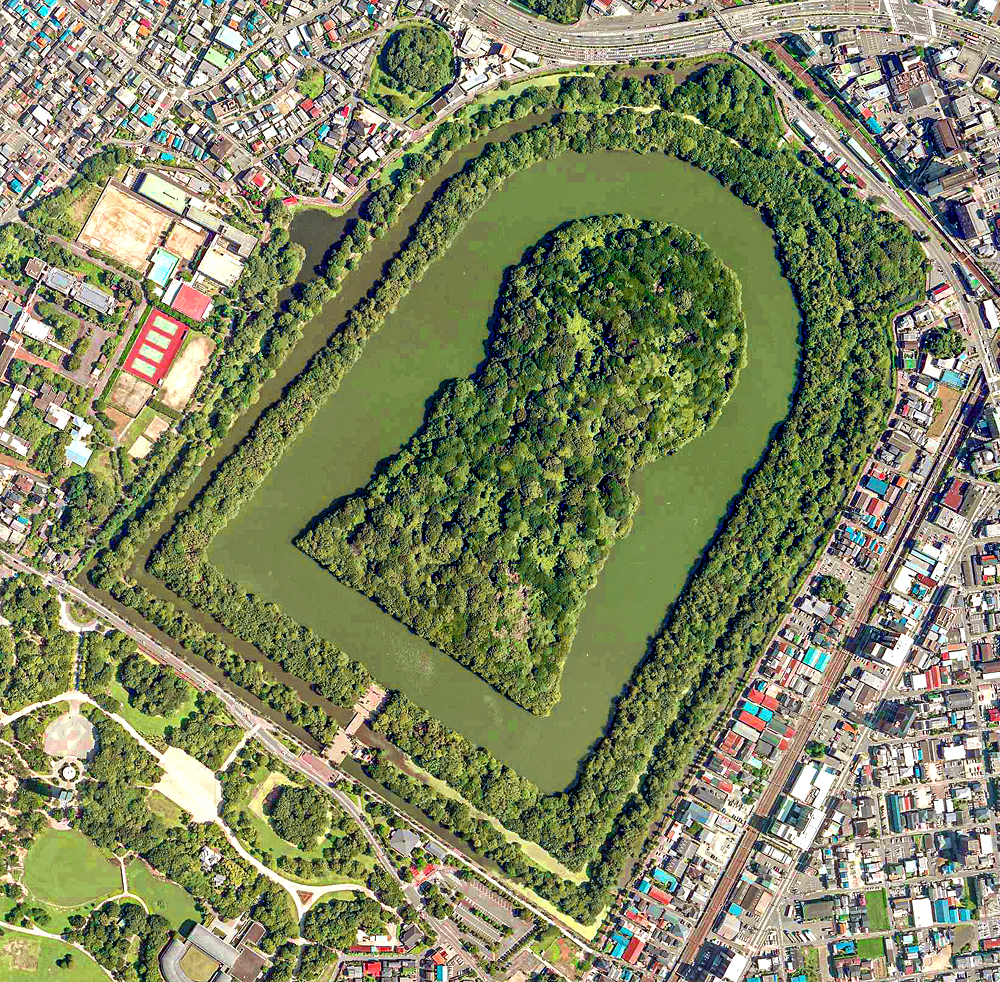
大仙陵古墳（伝仁徳天皇陵）
2007年撮影

5世紀の初頭、王墓クラスの大型前方後円墳が奈良盆地から河内平野に移り、さらに巨大化した人物埴輪が現れた。5世紀半ばになり、畿内の大型古墳の竪穴式石室が狭長なものから幅広なものになり、長持ち型石棺を納めるようになった。各地に巨大古墳が出現するようになり、副葬品に、馬具・甲冑・刀などの軍事的なものが多くなった。
5世紀後半には、北部九州と畿内の古墳に横穴式石室が採用されるものが増えてきた。北部九州の大型古墳には、石人・石馬が建てられるものもあった。またこの頃大阪南部で、須恵器の生産が始まり、曲刃鎌やU字形鋤先・鍬先が現れた。
5世紀の終わりには、畿内の一部に先進的な群集墳が現れ、大型古墳に家型石棺が取り入れられるようになった。南東九州地方や北部九州に地下式横穴墓が造られ始め、また、装飾古墳が出現し出した。
- 畿内の盟主墓
  - 大阪府堺市 大仙古墳（伝仁徳天皇陵、525メートル）
  - 大阪府羽曳野市 誉田御廟山古墳（伝応神天皇陵、420メートル）
  - 大阪府堺市 上石津ミサンザイ古墳（伝履中天皇陵、365メートル）
- 一部の地域首長古墳が巨大化
  - 岡山市 造山古墳（360メートル）
  - 岡山県総社市 作山古墳（270メートル）
  - 群馬県太田市 太田天神山古墳（210メートル、濠を入れると約320メートル）

| 築造時期  | 地域 | 古墳 | 古墳                 | 所在地 | 所在地               | 宮内庁治定被葬者                               |
| --------- | ---- | ---- | -------------------- | ------ | -------------------- | ---------------------------------------------- |
| 4世紀末   | 河内 |      | 仲ツ山古墳           | 大阪府 | 藤井寺市沢田         | 応神天皇皇后 仲姫命                            |
| 5世紀初頭 | 河内 |      | 上石津ミサンザイ古墳 | 大阪府 | 堺市西区石津ヶ丘     | 第17代 履中天皇                                |
| 5世紀前半 | 河内 |      | 誉田御廟山古墳       | 大阪府 | 羽曳野市誉田         | 第15代 応神天皇                                |
| 5世紀半ば | 河内 |      | 大仙陵古墳           | 大阪府 | 堺市堺区大仙町       | 第16代 仁徳天皇                                |
| 5世紀後半 | 河内 |      | 土師ニサンザイ古墳   | 大阪府 | 堺市北区百舌鳥西之町 | 東百舌鳥陵墓参考地 （候補者：第18代 反正天皇） |
| 5世紀後半 | 河内 |      | 岡ミサンザイ古墳     | 大阪府 | 藤井寺市藤井寺       | 第14代 仲哀天皇                                |

### 古墳時代後期
6世紀の前半には、西日本の古墳に横穴式石室が盛んに造られるようになった。関東地方にも横穴石室を持つ古墳が現れ、北部九州では石人・石馬が急速に衰退した。
- 古墳時代後期の大王陵
  - 今城塚古墳（大阪府高槻市、真の継体陵、墳丘長190メートル）
  - 河内大塚山古墳（大阪市松原市、墳丘長335メートル）
- 前方後円墳最終段階の大王陵
  - 見瀬丸山古墳（欽明陵と推定される、全長318メートル、奈良県橿原市）
  - 太子西山古墳（伝敏達天皇陵、全長100メートル未満、大王陵最後の前方後円墳）

6世紀後半になり、北部九州で装飾古墳が盛行。埴輪が畿内で衰退したことで、関東で盛行するようになった。西日本で群集墳が盛んに造られた。

### 古墳時代終末期
全国的に6世紀の末までに前方後円墳が造られなくなり、方墳や円墳、八角墳がもっぱら築造されるようになる。この時期の古墳を終末期古墳という。

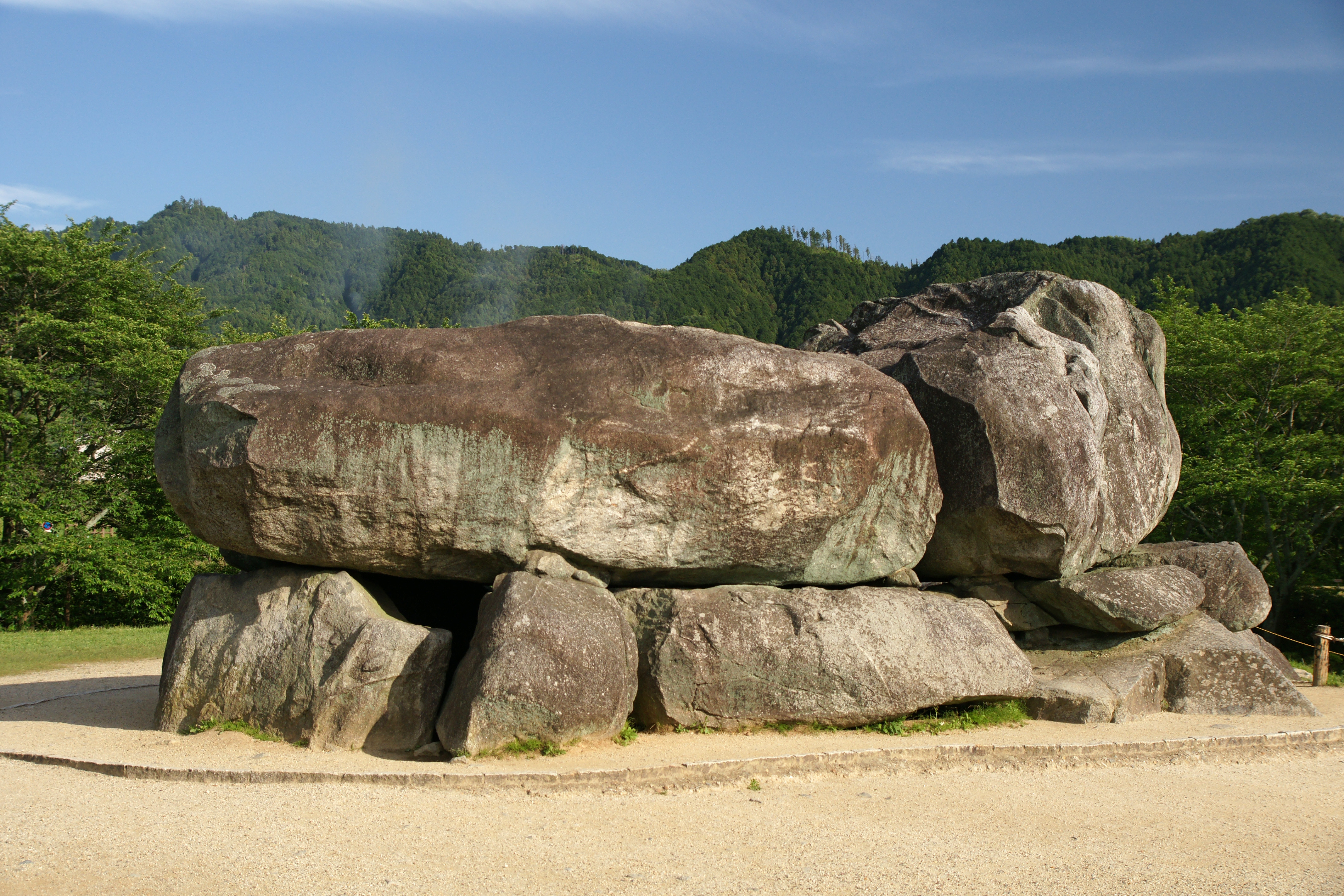
石舞台古墳

646年の薄葬令で古墳時代が事実上終わりを告げた後も、東北地方北部や北海道では墳丘墓の築造が続き末期古墳と呼ばれるが、末期古墳が古墳であるかどうかについては議論が分かれる。
- 終末期の古墳の代表的なもの
  - 大堤権現塚古墳（千葉県山武市大堤古墳群、終末期最大の前方後円墳、三重の周溝を含み全長174メートル）
  - 浅間山古墳（千葉県印旛郡栄町龍角寺古墳群、最後の前方後円墳、全長93メートル）
  - 龍角寺岩屋古墳（千葉県印旛郡栄町龍角寺古墳群、終末期最大の方墳、78×78メートル）
  - 春日向山古墳（大阪府南河内郡太子町磯長谷古墳群、現用明天皇陵、63×60メートルの方墳）
  - 駄ノ塚古墳（千葉県山武市板附古墳群、62×62メートルの方墳）
  - 山田高塚古墳（大阪府南河内郡太子町磯長谷古墳群、現推古天皇陵、63×56メートルの方墳）
  - 総社愛宕山古墳（群馬県前橋市総社町、総社古墳群、一辺55メートルの方墳）
  - 宝塔山古墳（群馬県前橋市総社町、総社古墳群、54×49メートルの方墳）
  - 石舞台古墳（奈良県高市郡明日香村島庄、蘇我馬子の墓と推測、一辺約50メートルの方墳、全長19.1メートルの横穴式石室）
  - 八幡山古墳（埼玉県行田市藤原町、若小玉古墳群、径66メートルの円墳）
  - 山室姫塚古墳（千葉県山武市松尾町山室、大塚古墳群、径66メートルの円墳）
  - 壬生車塚古墳（栃木県下都賀郡壬生町壬生、車塚古墳群、径62メートルの円墳）
  - 牧野古墳（奈良県北葛城郡広陵町、押坂彦人大兄皇子の墓である可能性が高い、径43メートルの円墳）
  - ムネサカ1号墳（奈良県桜井市、中臣氏一族、径45メートルの円墳）
  - 峯塚古墳（奈良県天理市、物部氏一族、径35メートルの円墳）
  - 高松塚古墳
  - キトラ古墳